# 1807 Slovakia
Az 1807 Slovakia (ideiglenes jelöléssel 1971 QA) a Naprendszer kisbolygóövében található aszteroida. Milan Antal fedezte fel 1971. augusztus 20-án.